# Baptiste Addis
Baptiste Addis (7 de dezembro de 2006) é um arqueiro profissional francês.

## Carreira
Baptiste Addis fez sua primeira aparição na Copa do Mundo de Tiro com Arco Hyundai na temporada de 2022 aos 15 anos. Nos Jogos Europeus de junho de 2023, ele ficou em quarto lugar na fase de qualificação com uma pontuação de 683, mas perdeu nas quartas-de-final para o moldavo Dan Olaru; participou um mês depois do mundial de Berlim, terminando em 33º no ranking individual. Durante a quarta rodada da Copa do Mundo de 2023, em Paris, ele subiu para o sexto lugar.
Para a temporada de 2024, ele falhou no pódio individual na primeira rodada em Xangai, em abril de 2024, mas conquistou a prata na equipe mista com seu companheiro de equipe; participou no mês seguinte do Campeonato Europeu em Essen, na Alemanha: individualmente, perdeu na disputa pela medalha de bronze para seu compatriota Jean-Charles Valladont e depois conquistou o título por equipes com Valladont e Chirault. Nos Jogos Olímpicos de Verão de 2024, conseguiu a prata na prova por equipes, tornando-se o mais jovem arqueiro francês a ser medalhista olímpico.